# Gârbou
Gârbou es una comuna ubicada en el distrito de Sălaj, Rumania.

## Superficie
Posee una superficie de 100,6 kilómetros cuadrados.

## Demografía
Hasta 2021 la población era de 1758 habitantes, con una densidad de población de 17,47 habitantes por kilómetro cuadrado.